# Франсион, Гэри
Гэри Лоренс Франсион (англ. Gary Lawrence Francione, род. 24 мая 1954) ― профессор права Ратгерского Университета в штате Нью-Джерси, США. Специалист по правам животных и один из пионеров аболиционистской теории прав животных. Франсион считает, что аболиционистское движение должно придерживаться веганства, отвергая потребление любых продуктов животного происхождения.

## Биография
Гэри Франсион окончил Рочестерский университет (штат Нью-Йорк). Продолжил учёбу в аспирантуре в Англии, а звание магистра философии и доктора права получил в Университете Виргинии, где редактировал статьи в юридическом журнале «Virginia Law Review». Служил в офисах судей Альберта Тэйта и Сандры Дэй О’Коннор и в нью-йоркской юридической фирме «Крават, Суэйн и Мур». В 1984 был принят на работу в Юридическую школу при Университете Пенсильвании. В 1985 начал преподавать теорию прав животных как часть своего курса юриспруденции. В 1989 перешёл в Юридическую школу при Ратгерском университете в Ньюарке, штат Нью-Джерси, где начал читать первый в США отдельный курс по правам животных. Он преподаёт также уголовное и уголовно-процессуальное право и философию права.
Его жена и соратница Анна Чарлтон, адъюнкт Ратгерского Университета, является соавтором нескольких его публикаций. С 2017 он живёт с шестью собаками, четыре из которых пострадали от жестокости их прежних владельцев.

## Теоретические взгляды
В теоретических работах Гэри Франсиона о правах животных доминируют три основные темы. Первая из них — это статус животных как собственности. В работе «Animals, Property and the Law» (Животные, собственность и закон, 1995) Франсион доказывает, что поскольку животные являются собственностью людей, законы, которые вроде бы требуют гуманного обращения и запрещают причинять ненужный вред, не предусматривают никакого значительного уровня защиты интересов животных. Животные имеют ценность лишь как источник дохода, и их интересы не учитываются в моральном смысле. В результате люди, гонясь за прибылью, обращаются с животными с исключительной жестокостью, а закон не может этому воспрепятствовать, потому что защищает интересы собственников. Единственный выход из этой ситуации — признать, что живые существа не могут быть чьей-то собственностью, как это было в своё время сделано в отношении людей-рабов.
Вторая тема — это различия между такими понятиями, как права животных и благополучие животных. В работе «Rain Without Thunder: The Ideology of the Animal Rights Movement» (Дождь без грома: Идеология движения за права животных, 1996) Франсион объясняет, что есть значительные различия в теории и практике между движениями за права животных и за благополучие животных. Одно требует отмены их эксплуатации, другое принимает их эксплуатацию, чтобы сделать её более гуманной. Но, пишет Франсион в статье «Veganism without animal rights» (Веганство без прав животных), «Даже в действительности сделав животноводство более гуманным, чем то, каким оно является на сегодняшний день, тем не менее, по-прежнему, останутся страдания, страх, угнетение и смерть». Как отмечает автор, это всё равно, что призывать к более гуманному изнасилованию женщин.
Третья тема — патоцентризм. В работе «Introduction to Animal Rights: Your Child or the Dog?» (Введение в права животных: Ваш ребёнок или собака?, 2000) Франсион утверждает. что не следует требовать от животных наличия каких-либо когнитивных особенностей, подобных человеческим, таких, как язык или определённое интеллектуальное развитие, чтобы признать их членами морального сообщества. Достаточно их способности чувствовать боль. Это включает и основное право не быть собственностью людей. Франсион выводит это право из принципа равного уважения. Ясно, что если животные считаются собственностью, их интересы не могут получить равного уважения.
В работе «Еда, как проявление твоей заботы — исследование этических вопросов употребления в пищу животных» Франсион указывает, что люди живут в моральной шизофрении в своих отношениях с животными. С одной стороны, мы принимаем интересы животных всерьёз, вплоть до того, что многие люди считают своих домашних любимцев членами семьи. Люди признают, что животные — их друзья и «братья меньшие». С другой стороны, животных убивают и едят. Но можно ли убивать и есть друзей и братьев? Это не укладывается в сознании, но факт налицо. Отношения людей к животным крайне запутаны, пишет Франсион. Люди возмущаются, когда видят, что кто-то плохо обращается с животными. Если животное попало в беду, люди могут потратить много времени и сил, чтобы спасти его. Потом они приходят домой, садятся за стол и преспокойно поедают трупы других животных, убитых с их полного одобрения. И не важно, что они не сами убивали, а лишь заплатили за убийство. С юридической точки зрения здесь нет разницы. Франсион утверждает, что распутать эту ситуацию можно лишь полностью отказавшись от использования продуктов животного происхождения, и что веганская диета вовсе не вредна для здоровья, как думают многие, а наоборот, полезна.

## Движение за права животных
Гэри Франсион оказал значительное влияние на движение за права животных, что побудило различных активистов и организации видоизменить направление своей деятельности и сосредоточиться на защите веганства и критике видовой дискриминации. Он выступает против применения насилия в борьбе за права животных, за что подвергается критике со стороны наиболее радикальных участников этого движения, таких как Стивен Бест.